# Winnefeld (Wüstung)

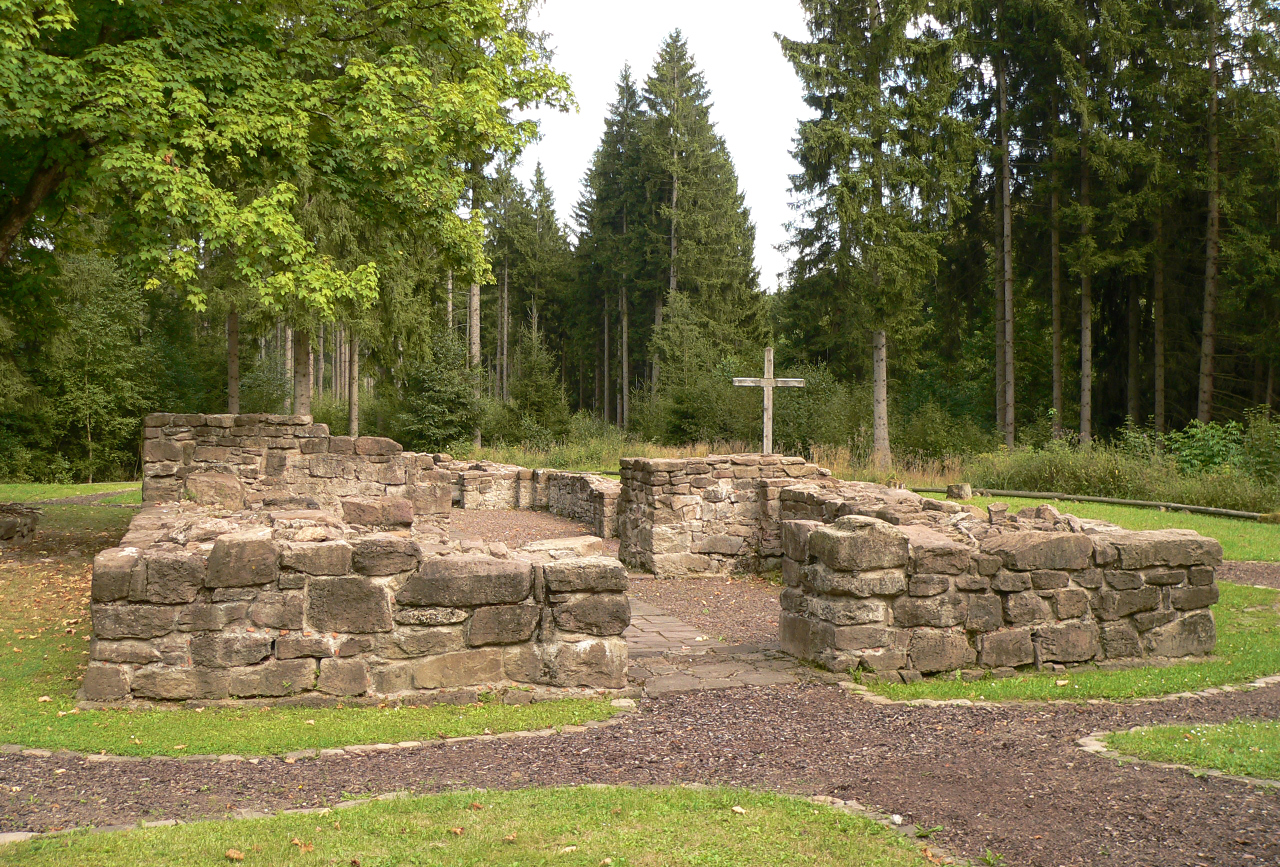
Winnefelder Kirchenruine, 2013

Winnefeld ist eine Wüstung im Landkreis Northeim in Niedersachsen. Von der siedlungsfern im gemeindefreien Gebiet des Sollings liegenden Wüstung zeugen heute noch die freigelegten Fundamente der Kirche des ehemaligen Ortes.

## Lage

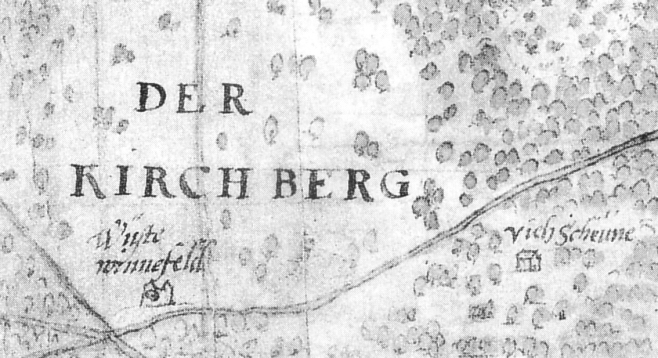
Ausschnitt aus der Karte des Sollings von Johannes Krabbe von 1603 mit Einzeichnung der Kirchenruine von Winnefeld

Die Gemarkung des ehemaligen Ortes Winnefeld liegt direkt an der Bundesstraße 241 westlich des Ortes Amelith mit dem Jagdschloss und der Stadtwüstung Nienover sowie östlich des Ortes Lauenförde. Die Wüstung liegt im gleichnamigen Staatsforst Winnefeld am Fuße des Kirchbergs und circa drei Kilometer nordöstlich der Wüstung Schmeessen. Im Unterschied zur generellen Geologie des Sollings handelt es sich bei der Ortslage Winnefeld um eine Lössinsel. Die Dorfwüstung ist von der Bundesstraße aus frei zugänglich und für die touristische Nutzung erschlossen. Die 1603 vom Kartografen Johannes Krabbe angefertigte Karte des Solling zeigt am Kirchberg eine Kirchenruine und benennt die Stelle als Wüste Winnefeld.

## Geschichte
Den Befunden der Bodenkunde zufolge wurde der Platz der Dorfsiedlung Winnefeld bereits im 8. Jahrhundert als Waldweide genutzt. Im Zeitraum zwischen 1150 und 1250 wurden von den Grafen von Dassel im Bereich der heutigen Wüstung großflächige Rodungen durchgeführt. In diesem Zusammenhang wird auch die Namensgebung erwähnt. Der Name des Ortes Winnefeld kann daher möglicherweise als neu gewonnenes Feld übersetzt werden. Im Zuge dieser Rodungen entstand das Dorf etwa zeitgleich mit der Stadt Nienover um 1200. Die Datierung beruht auf den bei Ausgrabungen geborgenen Fragmenten von Keramikgefäßen aus der Zeit um 1220. Es wird vermutet, dass es Nienover mit Lebensmitteln versorgte. Es erreichte bei einer geschätzten Zahl von 25 bis 40 Höfen mit 100 bis 300 Bewohnern eine Längenausdehnung von 1,7 Kilometern. Diese Arbeiten waren Teil eines gezielten Landesausbaus. Nach dem Stand der Forschung erreichte die Siedlungsentwicklung ihren Höhepunkt im 13. Jahrhundert. Winnefeld lag in dieser Zeit nicht isoliert im Hochland des Sollings. In seinem Umfeld gab es eine Reihe weiterer Siedlungen, die später auch wüst fielen.
Wie die archäologischen Untersuchungen ergaben, wurden im Verlauf der Magdalenenflut im Jahre 1342 Wohnbauten und Brücken des Dorfes durch das Wasser des Reiherbaches zerstört. Außerdem wurden die landwirtschaftlich nutzbaren Böden, die die Lebensgrundlage der Dorfbewohner bildeten, in Mitleidenschaft gezogen.
In den folgenden Jahren wurde die Ortschaft aufgegeben. Das Mauerwerk der Kirche wurde von der Bevölkerung der umliegenden Ortschaften abgetragen, ein Teil davon für die Untergrundbefestigung beim Bau der Straße verwendet.
Um die verlassene Dorfstelle rankten sich schon ab dem 16. Jahrhundert Legenden, die sie aus der Vielzahl der verödeten Orte im Solling heraushoben. Schon früh kam es zu Untersuchungen des Bodens, aus dem im 18. und 19. Jahrhundert mittelalterliche Haushaltsgegenstände geborgen wurden. Nach Aufzeichnungen aus dem 19. Jahrhundert lagen zu dieser Zeit 23 Brunnen noch offen, die dann bis auf zwei Brunnenstellen zugeschüttet wurden. Auch der Friedhof soll zu dieser Zeit durch ein steinernes Tor noch erkennbar gewesen sein.

## Ausgrabungen

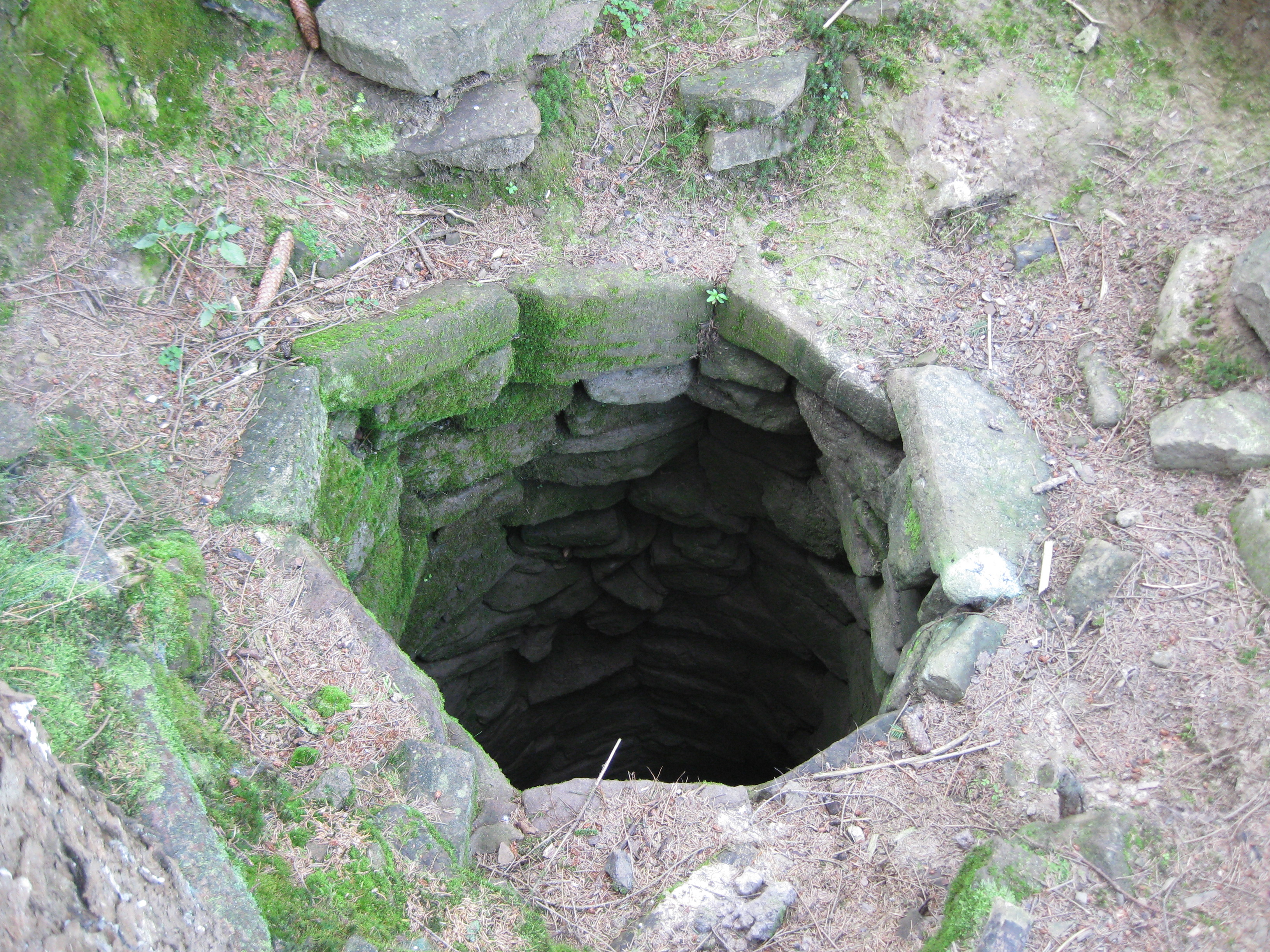
Brunnen in der Wüstung

Nachdem die Reste der Wüstung lange unter einem Erdhügel lagen, wurde 2002 unter Leitung von Hans-Georg Stephan vom Seminar für Ur- und Frühgeschichte der Universität Göttingen mit Ausgrabungen begonnen. Nach sieben jährlichen Grabungskampagnen wurde die Ausgrabungserie im Jahr 2008 abgeschlossen. Nachdem wesentliche Erkenntnisse mit den Methoden der klassischen Archäologie gewonnen worden waren, konnte ab 2006 mit der Methodik der optisch stimulierten Lumineszenz die Flutkatastrophe des 14. Jahrhunderts ermittelt werden.
Ausgrabungen von 110 bis 170 Skeletten zeugen von einem Friedhof, der sich um die Kirche herum befand. Die Gesamtzahl der Bestattungen wird auf 1000 bis 2000 geschätzt, von denen sich aber nur das Knochenmaterial im Bereich kalkhaltiger Mauerreste der Kirche erhalten hat. Zudem sind bei den Ausgrabungsarbeiten zwei Dorfbrunnen freigelegt worden.

## Kirche
Die archäologisch untersuchten Fundamente lassen auf einen romanischen Kirchenbau schließen, der in der Zeit um 1200 in zwei Phasen entstanden ist. Die Grundmauern weisen eine Länge von 30 und eine Breite von 9,7 Metern auf. Aufgrund der außergewöhnlichen Dimensionen kann angenommen werden, dass die Siedlung relativ groß war. Die Kirche ist die bisher größte bekannte Wüstungskirche aus der Zeit der Romanik in Niedersachsen. Der aus Bruchsteinen errichtete Aufbau bestand aus einem zweijochigen Langhaus mit dem Turm auf der Westseite und einem rechteckigen Chor auf der Ostseite. Es wird vermutet, dass die Kirche im Innern mit einem Gewölbe ausgestattet war. Die Höhe des Turmes soll 15 bis 20 Meter betragen haben.
Über den vollständig restaurierten Grundmauern der Kirche wurde ab 2006 auf Initiative des Vereins Kultur-Naturhistorischer Dreiländerbund Weserbergland eine Teilrekonstruktion des Bauwerks vorgenommen. Sie ist ebenso wie die beiden Brunnen frei zugänglich. Der Vereinsvorsitzende Jürgen Koch ist im Jahre 2013 für sein Engagement für die wissenschaftliche Erkundung der mittelalterlichen Kulturlandschaft im Weserbergland, unter anderem bei der Wüstung Winnefeld, mit dem Niedersächsischen Verdienstorden ausgezeichnet worden.